# Onthophagus salakensis
Onthophagus salakensis là một loài bọ cánh cứng trong họ Bọ hung (Scarabaeidae).